# 比利士

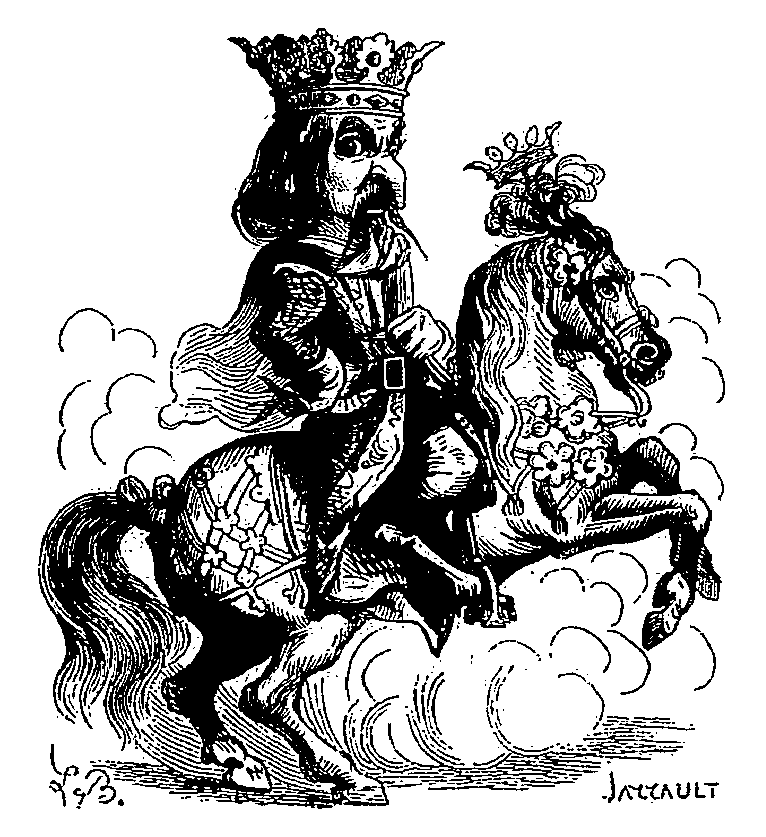
科蘭·戴·布蘭西寫的書籍『地獄辭典』第6版（1863年）中「比利士」的插畫。

比利士（英語：Berith、Beal、Bofry、Bolfri及Balberith（Baal-Berith）），为所羅門七十二柱魔神中排第28位的魔神，位階大公，統帥26個軍團。別名「比亞珥」（Beal）、「伯菲」（Bofry）、「伯夫萊」（Bolfri）、「巴力比利士」（Baal-Berith）或「巴貝雷特」（Balberith）。在《所羅門的小鑰匙》中，相傳祂騎著一匹紅色的馬，頭帶皇冠出現在召喚者的面前，與紅馬與紅色關聯性強。在《以諾書》中，是騎著紅色馬匹的赤甲兵士。而於在《地獄辭典》中，科蘭·戴·布蘭西曾有描述過，『其為擁有強大勢力的地獄公爵，同時支配26軍團的指揮官，素有「恐怖公爵」之稱。』喜歡虐殺及拷問，生性殘酷，據說祂能給人練金術，以及過去與未來的知識，也是與人訂賣魂契約的魔王代表，性格表裡不一，多本書上都說祂是個會說謊的惡魔。相傳祂原本是智天使的君主，墮天後成為地獄的祭司長兼任書記官。

## 異教的起源由來
曾經是示劍（Shechem）的地方神祇，名為巴力比利士（Baal-Berith或Balberith），意謂「聖約之神」（Lord of the Covenant）。在士師記第八章的第三十三節有寫到：「基甸死後、以色列人又去隨從諸巴力行邪淫、以巴力比利士為他們的神。」，在居住在示劍的時期，巴力比利士是希伯來人主要的神明。1960年初曾挖出示劍地方的巴力比利士神廟的遺跡，門前的聖柱上有著陽具外形的符號，及代表著女性性器的圖樣，一般認為這些是豐饒的象徵。